# Salvadiós
Salvadiós è un comune spagnolo di 117 abitanti situato nella comunità autonoma di Castiglia e León.